# Гумниська (Підкарпатське воєводство)
Гумниська (пол. Gumniska) — село в Польщі, у гміні Дембиця Дембицького повіту Підкарпатського воєводства.
Населення — 1217 осіб (2011).
У 1975-1998 роках село належало до Тарновського воєводства.

## Демографія
Демографічна структура станом на 31 березня 2011 року:
|          | Загалом | Допрацездатний вік | Працездатний вік | Постпрацездатний вік |
| -------- | ------- | ------------------ | ---------------- | -------------------- |
| Чоловіки | 609     | 145                | 393              | 71                   |
| Жінки    | 608     | 124                | 358              | 126                  |
| Разом    | 1217    | 269                | 751              | 197                  |